# Segno della croce

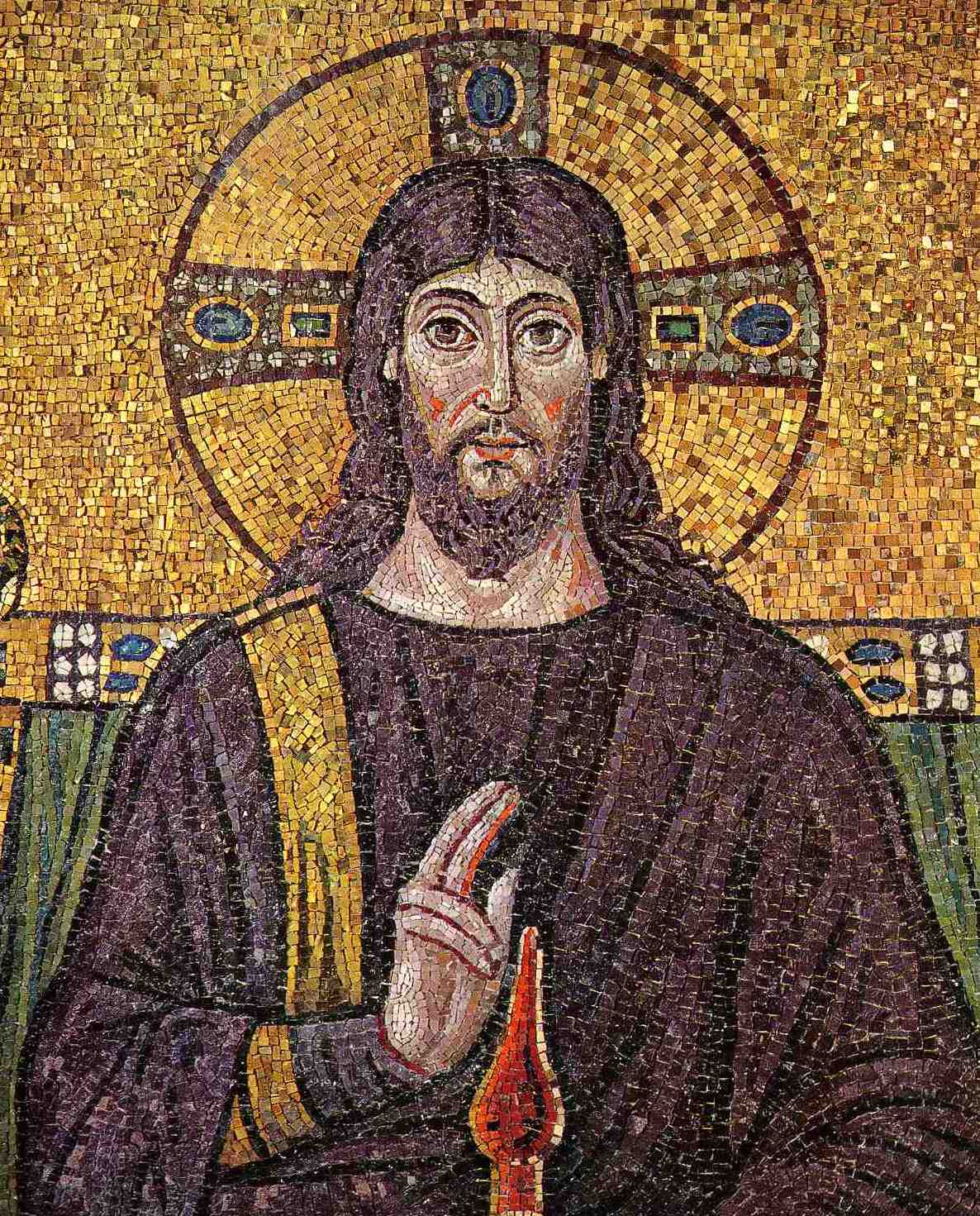
Cristo benedicente nel mosaico di Sant'Apollinare in Classe, Ravenna.

Il segno della croce è il gesto con cui i cristiani tracciano la figura di una croce in forma piccola o grande su se stessi, su altre persone o su oggetti, sia direttamente sia a distanza.
Tale usanza era tradizione già consolidata dei cristiani al tempo di Tertulliano (155 circa – 230 circa) e di Origene (185–254).
Essa rimane in uso generale fra i cristiani di oggi con eccezione di alcune confessioni protestanti.
Secondo un'interpretazione tradizionale il primo segno di croce, ricordato da tutti i successivi, fu quello dello stesso Cristo crocifisso: «si è lasciato inchiodare sulla croce» stendendo «le braccia fra il cielo e la terra in segno di perenne alleanza».
Secondo i contesti, il gesto del segno della croce può essere professione di fede, preghiera, dedicazione o benedizione.
Il gesto può essere compiuto senza pronunciare neanche mentalmente alcuna formula. Per esempio nella santa messa cattolica si accompagna l'annuncio del brano evangelico ("Dal Vangelo secondo ...") tracciandosi una piccola croce sulla fronte, sulle labbra e sul petto. La formula che accompagna solitamente il gesto è "Nel nome del Padre e del Figlio e dello Spirito Santo. Amen."

## Il piccolo segno di croce
L'uso di tracciare un piccolo segno di croce con il dito pollice (o l'indice) della mano destra si dice che fu ispirato da un passo del libro di Ezechiele, che molti testi dei Padri della Chiesa collegarono alla croce di Cristo e a passi analoghi dell'Apocalisse. Il sigillo di Dio si contrappone a coloro che scelgono il marchio della Bestia. Secondo Ezechiele:
La lettera "tau", corrispondente alla "T" del nostro alfabeto, è l'ultima lettera dell'alfabeto ebraico e rappresenta (come la "omega" greca) Dio nella sua perfezione, causa prima e fine ultimo dell'intera creazione (secondo la simbologia dell'Alfa e Omega). Sino all'epoca di Cristo questa lettera era tracciata proprio come una croce.
In questo passo appare come i fedeli a Dio, coloro cioè che non si arrendono al peccato, vengono segnati con un segno speciale, esterno, che aveva forma simile alla nostra croce, per essere subito riconosciuti da Dio.
Tertulliano (160-220), ad esempio, attesta nella Traditio che i cristiani usavano segnarsi la fronte contro le tentazioni del demonio. Ma egli attesta pure che il segno era diffuso anche fuori dell'ambiente liturgico. Scriveva:
Così attestano anche Marco Minucio Felice e Clemente di Alessandria.
L'uso del segno di croce è attestato anche negli Atti gnostici di San Giovanni, di San Tommaso, di San Pietro, tutti del II secolo.
Già nei secoli IV-V si benedicevano con il pollice anche oggetti distanti dalla persona e gli ammalati venivano segnati con la croce sulle membra dolenti. Nello stesso periodo, inoltre, Gaudenzio di Brescia parla della triplice croce (tre croci fatte sul cuore, sulla fronte, sulle labbra), un atto liturgico tuttora utilizzato nella Messa di Rito romano e ambrosiano prima della lettura del Vangelo.
Il segno della croce viene tracciato, anche nel Camposanto, per tutti i credenti, sacerdoti e laici che sono consacrati a Cristo, principale manifestazione di Dio nella storia umana.
Non sono rari infatti gli epitaffi con il segno +. In questo modo, segnati nel battesimo con la croce, dopo la morte testimoniano ai viventi,  la loro ferma fede nel Corpo Mistico del Cristo risorto, e l'attesa certa della loro anima viva in Purgatorio o Paradiso, per la resurrezione della carne.
Secondo san Francesco di Sales, il Segno della Croce ricorda il Mistero della Santissima Trinità, la Passione di Gesù e la «Remissione dei peccati per la quale noi siamo trasportati dalla sinistra della maledizione alla destra della benedizione». Tale scelta è derivata dalla descrizione del Giudizio universale che vede i giusti alla destra del Giudice Sommo e le anime dannate alla sua sinistra.

## Il grande segno di croce

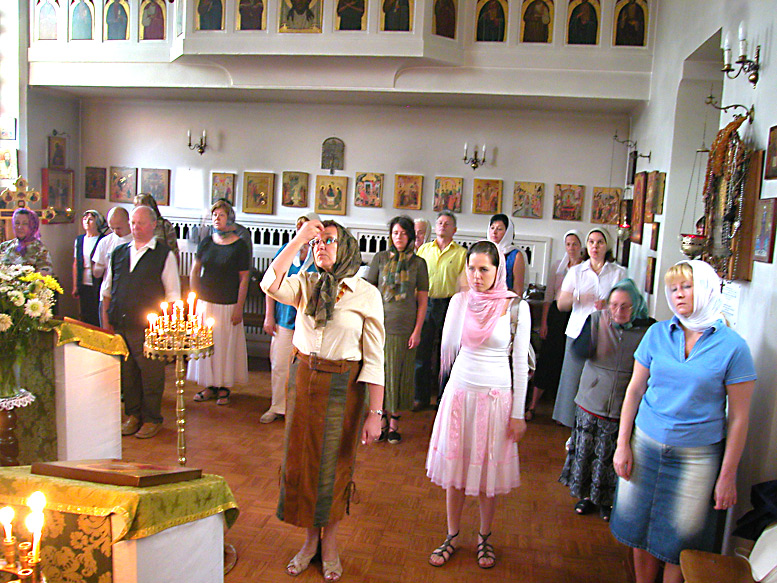
In una chiesa di rito bizantino a Düsseldorf, una donna (al centro) si fa il segno della croce.

L'uso di segnare la propria persona con un grande segno di croce è testimoniato nell'ambito dei monasteri a partire dal X secolo circa e probabilmente risale ad epoche anteriori. Solo con la riforma tridentina del XVI secolo venne accolto nel rito romano.
Il segno della croce è fatto da due movimenti:
- un movimento verticale: dalla fronte allo stomaco,
- un movimento orizzontale: da una spalla all'altra.

I cristiani cattolici romani muovono dalla spalla sinistra alla spalla destra. I cristiani ortodossi e greco-cattolici, al contrario, toccano prima la spalla destra e poi la sinistra.

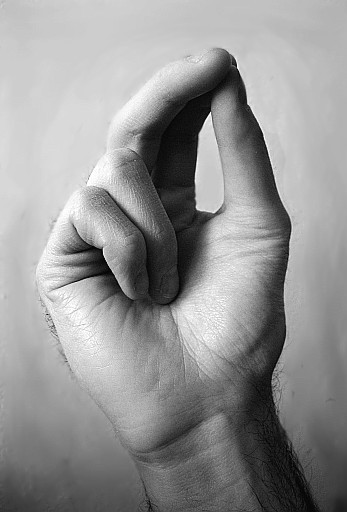
Posizione delle dita della mano, mentre si traccia il segno della croce secondo l'uso bizantino.

Nell'uso bizantino, si usano le prime tre dita della mano destra: dito indice e medio toccano il pollice, anulare e mignolo restano chiusi. Ciò vale sia mentre la mano è "immersa" nell'acqua benedetta, sia mentre si traccia dopo il segno vero e proprio.
Il segno della croce può essere tracciato con la mano sulle persone o anche sulle cose, in segno di benedizione. Mentre in Occidente si usa fare le benedizioni con la sola mano (non durante gli esorcismi), gli ortodossi orientali preferiscono benedire tenendo nella mano destra una croce. I cristiani di rito bizantino tengono il palmo disteso con pollice, indice e medio tesi e riuniti in avanti, mentre anulare e mignolo sono piegati e poggiati sul palmo. Le tre dita congiunte simboleggiano la Trinità, mentre le altre due dita simboleggiano la duplice natura di Cristo.
In occidente, prima di mettere piede in un luogo di culto, si fa il segno della croce, aspergendo la mano destra con l'acqua benedetta dell'acquasantiera, che si trova all'entrata del luogo di culto. Simili riti purificatori sono previsti anche in altre religioni (prescrizioni igieniche e abluzioni in acqua prima di entrare nel Tempio nell'Antico Testamento; nell'Islam, e svestizione delle scarpe prima di entrare in moschea, ecc.).
La testa e il collo possono essere leggermente piegati in basso, avendo prima di tutto la cura e la minima attenzione di non indossare nulla che possa coprire il volto (cappelli, cappuccio, occhiali da sole, cuffie, ecc.); oltre alla norma di buona educazione e di rispetto, che richiede di indossare, per quanto possibile, un abbigliamento consono al luogo.

## Formule
Il gesto del segno della croce viene accompagnato da una preghiera, da dire ad alta voce e, dove non è possibile, a mente.
Nello stesso tempo, si pronunciano le parole:
- Nel nome del Padre,: mentre la mano destra tocca la fronte,
- del Figlio,: mentre la mano destra tocca il ventre,
- e dello Spirito,: mentre la mano destra tocca la spalla sinistra,
- Santo,: mentre la mano destra tocca la spalla destra.
- Amen.: mani aperte e giunte tra loro. In genere si compie una genuflessione col ginocchio destro fino a terra, guardando rivolti verso il Santissimo Sacramento, che è la sede della Divina Presenza e il centro del vivere ecclesiale.

Tale formula di orazione unita inscindibilmente al segno stesso, costituisce il riassunto e la sintesi dei due Misteri principali della fede cristiana: Trinità e Incarnazione, Passione, Morte e Risurrezione di Gesù Cristo. La fede nel mistero cristologico e in quello trinitario è riassunta anche nell'Atto di fede.
Altra formula trinitaria è la seguente: Nel Nome di Dio:

Padre Dio,

Figlio Dio,

Spirito Santo Dio

Amen.
La parola "Dio" viene aggiunta a ognuna delle Tre Divine Persone della Sacrosantissima Trinita', a ricordare che ognuna di Esse è (tutto) Dio.
Altre antiche formule, usate nella liturgia cattolica latina con il segno della croce piccolo o grande, sono: Adiutorium nostrum in nomine Domini; Domine, labia mea aperies; Deus, in adiutorium meum intende.

## Il segno di croce nell'ambito protestante
Il segno della croce è utilizzato nella liturgia della chiesa luterana e anglicana ed è praticato anche nella confessione metodista. Il suo uso liturgico è rifiutato dalle chiese protestanti in cui è maggiore l'influenza calvinista in quanto considerato suscettibile di degenerazioni idolatriche, anche se il suo utilizzo nella pietà personale è tollerato da diverse denominazioni.